# Wide VGA

Wide VGA ou WVGA, est une définition d'écran plus large que le VGA d'une hauteur fixe de 480 pixels et d'une largeur variable d'au moins 800 pixels. Plusieurs définitions sont déjà[Quand ?] répertoriées comme 800×480, 848×480, ou 854×480.
Le WVGA est très utilisé pour les appareils mobiles récents tels que le HTC Touch HD, le X1 de Sony Ericsson, le Samsung Galaxy Grand, le ZTE Blade ou le TG01 de Toshiba. Pour les versions plus récentes, on le retrouve également sur le KM 900 Arena de chez LG, le Lumia 620 de chez Nokia ou le Liquid d'Acer.